# Susy Langhans-Maync
Susy Langhans-Maync (geboren am 14. November 1911 als Susy Maync in Bern; gestorben am 30. April 2003 ebenda) war eine Schweizer Schriftstellerin.

## Leben
Susy Langhans-Maync war die Tochter des an der Universität Bern lehrenden Germanisten Harry Maync. Sie besuchte in Bern die Sekundarschule und die Töchterhandelsschule. Sie heiratete 1934 den Prokuristen Karl Langhans und wohnte dann in Muri und später in Bern.
Noch vor ihrer Heirat publizierte sie als freie Schriftstellerin den Roman Frühling im Schnee, danach mehrere zumeist historische Romane und Erzählungen. Den grössten Erfolg hatte die von Lindi illustrierte, 1971 erschienene berndeutsche Anekdotensammlung Madame de… über die bekannte Berner Patrizierin Elisabeth de Meuron. Susy Langhans-Maync schrieb Erzählungen und Romane. Sie wurde 1950 mit dem Buchpreis der Stadt Bern geehrt.

## Werke
- Frühling im Schnee. Francke, Bern 1934.
- Berner Novellen. Francke, Bern 1948.
- Der Schmugglerpfarrer. Gute Schriften, Bern 1959.
- Jungfer Bondeli. Viktoria-Verlag, Bern 1961.
- Der Fluch von Lourmarin. Viktoria-Verlag, Bern, 1963.
- Das Kuckucksei. Viktoria-Verlag, Bern / München 1966.
  - Das Kuckucksei. 2. Aufl. Viktoria-Verlag, Bern 1967.
- Die Schultheissin oder die drei Ehen der Jungfer Nägeli. Viktoria-Verlag, Ostermundigen / Bern 1968.
- Zwischen Magie und Wissenschaft. Gute Schriften, Bern 1969.
- Madame de ... Zeichnungen von Lindi. Viktoria, Ostermundigen 1971; 11. Aufl. 1984, ISBN 3-85958-007-8 (auf Berndeutsch).
- Blaubart contre-cœur. Viktoria Verlag, 1976.
- Wis isch u albe isch gsi. Mundartgeschichten, Zytglogge Verlag, Bern 1977, ISBN 3-7296-0067-2.
- La Botza. Gute Schriften, Bern 1981.
- Am vorletschte Rank. Erpf, Bern 1983.
- Die Schultheissin oder die drei Ehen der Jungfer Nägeli. 2. Aufl. Viktoria-Verlag, Konolfingen / Bern 1991.